# Par der dræber
Par som dræber (engelsk: Wicked Attraction udsendt i nogle lande som Couples Who Kill) er en autentisk kriminaldokumentarserie på Investigation Discovery, som blev sendt første gang i USA i 2008. Serien går tæt på den kriminelle hjerne, udforsker baggrunden for flere livsfarlige makkerpar og ser på nogle af de mest frygtindgydende forbrydelser gennem tiden.
I Danmark sendes serien på TLC.

## Episode Guide

### Sæson 1 (2008)
- "The Perfect Couple" (1x01). Mordene på Leslie Mahaffy og Kristen French i Toronto, begået af Paul Bernardo og Karla Homolka, gennemgås.
- "Minivan Murders" (1x02). James Anthony Davegvio og Michelle Lyb Michaud[1] bliver dømt til døden for bortførelse, voldtægt, tortur og mord på 22-årige Vanessa Lei Samson fra Pleasanton, Californien i 1997 og bortførelse af flere andre kvinder i deres minivan mellem september-december 1997.
- "Madness of Two" (1x03). Elizabeth Haysom på 20 år overtaler sin 18-årige kæreste Jens Söring til at begå dobbeltmord på sine forældre.
- "Evil in the Desert" (1x04). "Toy Box-mordene" begået af David Parker Ray og Cindy Hendy i Truth or Consequences, New Mexico.
- "Blood Brothers" (1x05). Charles Ng og Leonard Lake er ansvarlige for en række voldtægter, tortur og mord i Calaveras County, California.
- "Twisted Twosome" (1x06). Gerald og Charlene Gallego bortfører teenagere i Sacramento, Californien, bruger dem som sexslaver og derefter myrder dem.
- "Mother Knows Best" (1x07). Sante Kimes og hendes søn Kenny er et par bondefangere, der er knyttet til to mord, røveri og forsikringssvindel.
- "Kidnapped" (1x08). Kidnapningen af Colleen Stan, der bliver holdt som sexslave i syv år af Cameron og Janice Hooker (alias Janice Lashley, MSW), gennemgås.
- "Our Little Secret" (1x09). Plejehjemsmedarbejderne Gwendolyn Graham og Cathy Wood kvæler fem ældre kvinder i Grand Rapids, Michigan.
- "Hearts of Darkness" (1x10). Alvin og Judith Neelley er ansvarlige for tortur-mordene på Lisa Ann Millican og Janice Chatman.
- "Murder at Twilight" (1x11).En dødelig strid om kvæg ender i mord, og Ray og Faye Copeland er ansvarlige.
- "Driven by Desire" (1x12). Otte kvinder voldtaget og myrdet i Illinois, Indiana og Ohio af Alton Coleman og hans medskyldige Debra Brown.
- "Death on the Sunset Strip" (1x13). Douglas Clark og Carol M. Bundy er ansvarlige for at dræbe flere unge prostituerede og bortløbne unge i Los Angeles, Californien.

### Sæson 2 (2009)
- "The Two Bears" (2x01). Michael Bear Carson og Suzan Carson begår tre mord i San Francisco Bay Area.
- "Golden Years" (2x02). Sort Enke-mordene, begået af Helen Golay og Olga Rutterschmidt for livsforsikring penge.
- "The Folsom Wolf" (2x03). James Gregory Marlow og Cynthia Coffman voldtager, torturerer og myrder fire unge kvinder over hele landet.
- "A Mother's Love" (2x04). Theresa Knorr myrder brutalt sine døtre og bruger sine andre børn til at skjule forbrydelserne.
- "Payback" (2x05). David Anderson og Alex Baranyi er ansvarlige for mordene på familien Wilson kendt som Bellevue-massakren.
- "The Toolbox Killers" (2x06). Lawrence Bittaker og Roy Norris kidnapper, torturerer, voldtager og myrder fem teenagepiger i Californien.
- "Opportunity Knocks" (2x07). Kæresteparret  Alicia Woodward og John Esposito[2] går amok i flere amter og begår røverier og mord.
- "My Girl" (2x08). Michelle Hetzel og hendes mand Brandon Bloss[3] er ansvarlige for knivdrabet på Devon Guzman, Michelles lesbiske elsker.
- "Consumed by Envy" (2x09). Jacqueline Williams og Fedell Caffey[4] ønsker sig en baby og tyr til at myrde en hel familie at få en.
- "No Remorse" (2x10). Sarah Edmondson[5] skyder en kvinde under et dagligvarebutiksrøveri, og Ben Darras dræber en mand i hans hjem i  Mississippi.
- "Single White Male" (2x11). Patrick Selepak og Samantha Bachynski[6] begår mord på Scott Berels, hans kone og hendes ufødte barn.
- "Picture Perfect" (2x12). Diane Zamora er en kadet, der planlægger mordet på Adrianne Jones med sin kæreste David Graham.
- "Dead or Alive" (2x13). Joshua Maxwell og Tessie McFarland[7] går amok i flere amter efter at have myrdet en mekaniker.

### Sæson 3 (2010)
- "Built for Murder" (3x01). Fitnessdyrkerne Craig Titus og Kelly Ryan er ansvarlige for mordet på deres personlige assistent Melissa James.
- "Home Sweet Home" (3x02). Michelle og David Knotek[8] lokker gæster til deres pensionat i South Bend, Washington, og derefter myrder de dem.
- "Evil in the Blood" (3x03). Ricky Gray og Ray Dandridge myder syv mennesker over en periode på syv dage i 2006.
- "Superstar" (3x04). Jeremy Brooks,[9] en tidligere bokser, og hans kæreste Coty Martinez begår tre mord i Louisiana, Minnesota og North Dakota.
- "Beyond the Wire" (3x05). Carolyn King og Bradley Martin[10] dræber en blomsterhandler i Pennsylvania, og derefter kidnapper de og senere myrder en kvinde fra North Dakota.
- "Innocence Lost" (3x06). Michael Thornton og hans protegé Janeen Snyder[11] er knyttet til forsvindingen og mordet på Michelle Curran og Jessie Peters.
- "Calm Before the Storm" (3x07). Skylar Deleon og hans kone Jennifer Henderson er gerningsmændene bag mord på Thomas og Jackie Hawks på deres yacht.
- "Shoot to Thrill" (3x08). Seriemorderne, Dale Hausner og Sam Dieteman, der skyder i gaderne i Phoenix, Arizona i femten måneder, analyseres.
- "Dial 123" (3x09). Kelly Gissendaner og hendes elsker Gregory Owen[12] planlægger at dræbe Kellys mand Doug.
- "Live Free or Die" (3x10). Jeanne Dominico bliver myrdet efter at have nægtet sin teenagedatter Nicole Kasiskas[13] at flytte ind hos kæresten Billy Sullivan.
- "Deadly Disciple" (3x11). Tordenbørnene,[14] Justin og Glenn Helzer, er ansvarlige for mordene på fem personer i det nordlige Californien.
- "Crossing the Line" (3x12). Damell Smith og hans kæreste Tina Leja[15] myrder Bobbie Dee Holder og begraver hans krop i Chippewa, Wisconsin.
- "A Lover's Betrayal" (3x13). Mordet på Sherri Dally på en parkeringsplads, begået af Michael Dally og Diana Haun.[16]